# ハイム (バンド)
ハイム（HAIM、[ˈhaɪɪm]）は、アメリカ合衆国カリフォルニア州ロサンゼルス出身のポップ・ロックバンド。メンバーは、エスティ・ハイム（ベース、ボーカル）、ダニエル・ハイム（リードボーカル、ギター）、アラナ・ハイム（ギター、キーボード、ボーカル）の3姉妹で構成されている。
ハイムの最初のEP『Forever』（2012年）が話題となりポリドール・レコーズと契約、ジェイZのロック・ネイションとマネージメント契約を結ぶ。デビューアルバム『Days Are Gone』（2013年）はイギリスで1位を含む数カ国でトップ10入りを果たし、グラミー賞では最優秀新人賞にノミネートされた。2017年には2作目のアルバム『Something to Tell You』をリリース。3作目のアルバム『Women in Music Pt.III』は2020年6月26日にリリースされた。

## 来歴

### キャリア初期

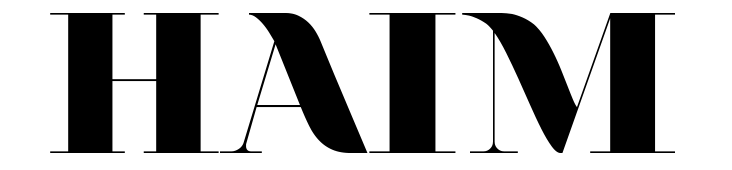

ハイムの3姉妹はカリフォルニア州のロサンゼルス都市圏にあるサンフェルナンドバレーで生まれ育つ。母親ドナは1970年代にボニー・レイットの歌を歌ってザ・ゴングショーのコンテストで優勝した経験を持っていた。父親モルデハイ・ハイムは、1970年代から80年代にかけて活躍したイスラエル生まれの元プロサッカー選手で、ドラムを演奏することができた。音楽好きの両親の元で３姉妹は1970年代のクラシック・ロックやアメリカーナを聴きながら育つ。一家はカヴァーバンド「ロッキンハイム」を結成し、父親モルデハイはドラムを、母親ドナはギターを担当し、地元のチャリティーフェアなどで演奏していた。
長女エスティと次女ダニエルの2人はラケル・ホートン、アリー・マキ、リル・ニックスらと一緒に5人でガールズバンド「The Valli Girls」を結成し、2005年に公開されたケン・クワピス監督の映画『旅するジーンズと16歳の夏』のサウンドトラックに参加、サウンドトラックアルバムはコロムビア・レコードよりリリースされた。また、2005年度キッズ・チョイス・アワードのサウンドトラックにも参加した。
2人はバンドを離脱後R&Bに興味を持ちはじめ、2007年にハイムを結成したが、姉妹はそれぞれ多忙だったため本格的に活動するのは数年後になる。時期を前後して、次女ダニエルはいくつかのアーティストのツアーに関わった。ザ・ストロークスのリードヴォーカリストであるジュリアン・カサブランカスから腕前を評価され彼のソロツアーに参加、ギターやパーカッションを担当する。その後、シーロー・グリーンのバックバンドのオーディションに合格し、ザ・トゥナイト・ショー・ウィズ・ジェイ・レノに出演した。そのままツアーへ参加するよう求められたが、ダニエルはハイムに専念する為に断った。ジュリアン・カサブランカスはダニエルに、存在感をアピールできる強力な音源を作るため録音に集中するようアドバイスした。
一方、長女エスティはカリフォルニア大学ロサンゼルス校 (UCLA)にて民族音楽学（ブルガリア音楽とブラジル音楽）を学び、2010年に学位を取得する。三女アラナはハイムに参加するため大学を1年で辞めた。

### 2012年 - 2015年: Days Are Gone

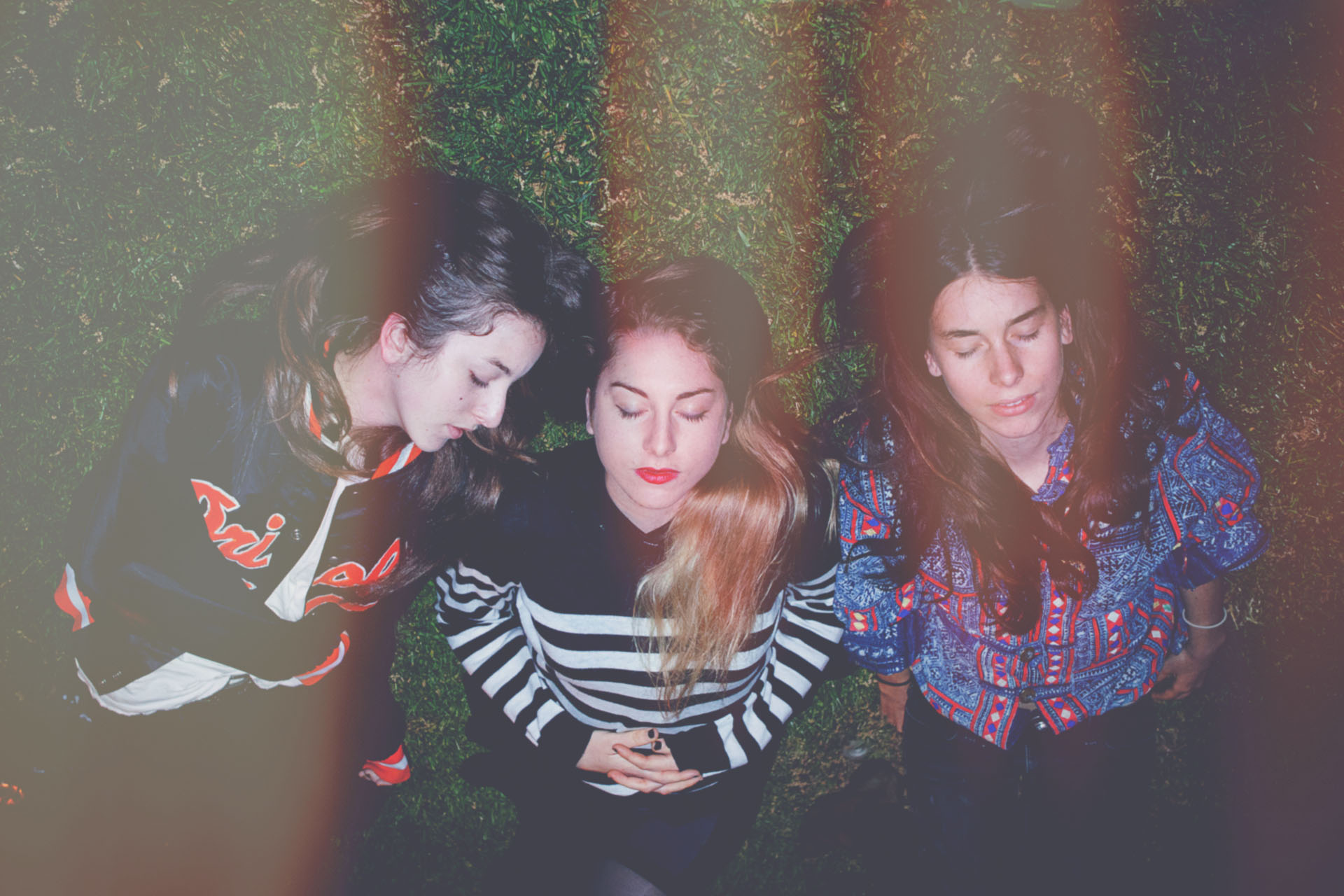
ハイムの3人（2012年）

ハイムは2012年2月10日にデビューEPである『Forever』（フォーエヴァー）を発表、バンドのサイトから期間限定で無料ダウンロード配信された。このEPは様々な音楽誌から注目され、同年6月に英国でポリドール・レコードと契約する。デビューシングル「Forever」は英国の音楽誌NMEによる2012年ベスト・トラックで第4位にランクインする。また、英国BBCの期待される新人「サウンド・オブ・2013」で1位に選ばれる。
ハイムは1年かけて、ライブの合間にデビューアルバムのレコーディングセッションを行った。バンドはドラムマシンやGarageBandを使って実験を行い、既存のサウンドにヒップホップやR&Bの影響を加えた。所属レーベルのポリドールはプロデューサーとしてアリエル・レヒトシェイドとJames Fordを送り、アルバムをよりストレートなポップ・スタイルに近づけた。ドラムトラックのいくつかは、フィル・コリンズで有名なゲートリバーブが採用された。
2013年9月30日にリリースされたデビューアルバム『Days Are Gone』（デイズ・アー・ゴーン）は全英アルバムチャートで首位を獲得し、アメリカでは発売初週に2万6000枚（うち85%がデジタルダウンロード）を売り上げてBillboard 200チャートで6位にランクインした。その他、オーストラリア、アイルランド、カナダといった国々のアルバムチャートでもベスト10入りを果たしている。
2014年の第34回ブリット・アワードインターナショナルグループ部門や2015年の第57回グラミー賞最優秀新人賞などにノミネートされた。
ハイムはアルバムのツアー「Days Are Gone Tour」を2年に渡って開催し、Glastonbury、T in the Park、Rock am Ring、Pinkpop、Primavera Sound、Coachellaなどの音楽フェスティバルにも出演した。その間には、テレビ番組のアンドリュー・マー・ショーやサタデー・ナイト・ライブに出演した。2015年にはテイラー・スウィフトのワールドツアーにも同行している。

### 2015年 - 2018年: Something to Tell You

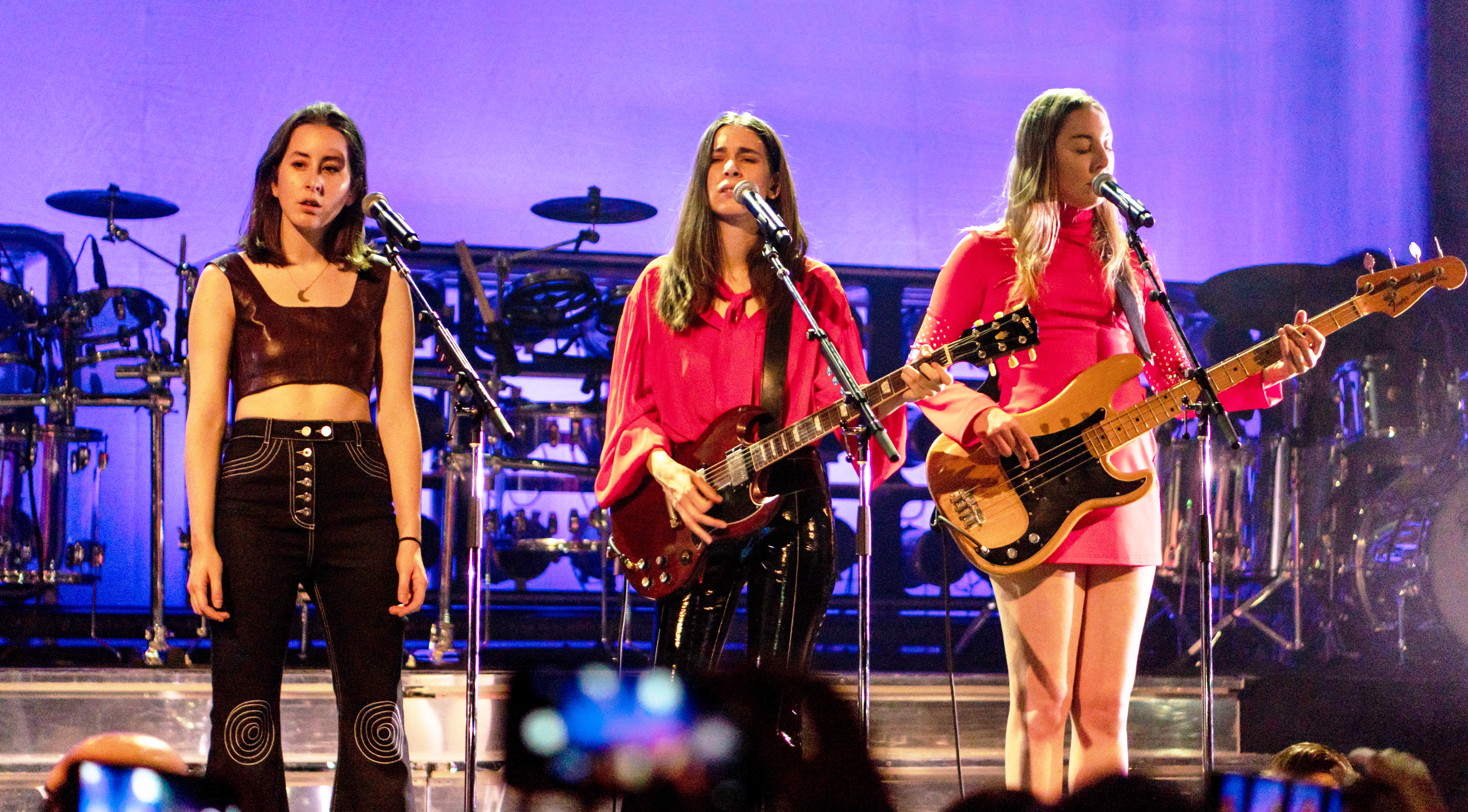
ライブでのハイムの3人（2018年）

2015年10月にツアーを終えたハイムは、ニューアルバムの制作を開始する。しかし2年間のツアーのルーティーンで感覚が鈍っており、アルバムの最初のセッションは実りのないものだった。その後、ジャド・アパトー監督のロマンティック・コメディ『Trainwreck』のサウンドトラックを依頼され、アルバムのセカンド・シングルとなる「Little of Your Love」を書き上げたことがブレイクスルーとなる。最終的にサウンドトラックには選ばれなかったが、この曲を完成させたことでバンドはアルバムを作る自信を得た。
その後の数年間、休憩を挟みながらアルバムを制作し、様々なショーやフェスティバルに出演し続けたことがアルバムにインスピレーションを与えることになる。アルバムはロサンゼルス近郊のヴァレー・ヴィレッジにあるヴァレンタイン・スタジオと、プロデューサーのアリエル・レヒトシェイドの自宅スタジオを行き来して制作された。アルバムにはヴァンパイア・ウィークエンドを脱退したロスタム・バトマングリが大きく関わり、他にもBloodPop、Twin Shadow、Dev Hynesなど多くのミュージシャンが参加した。

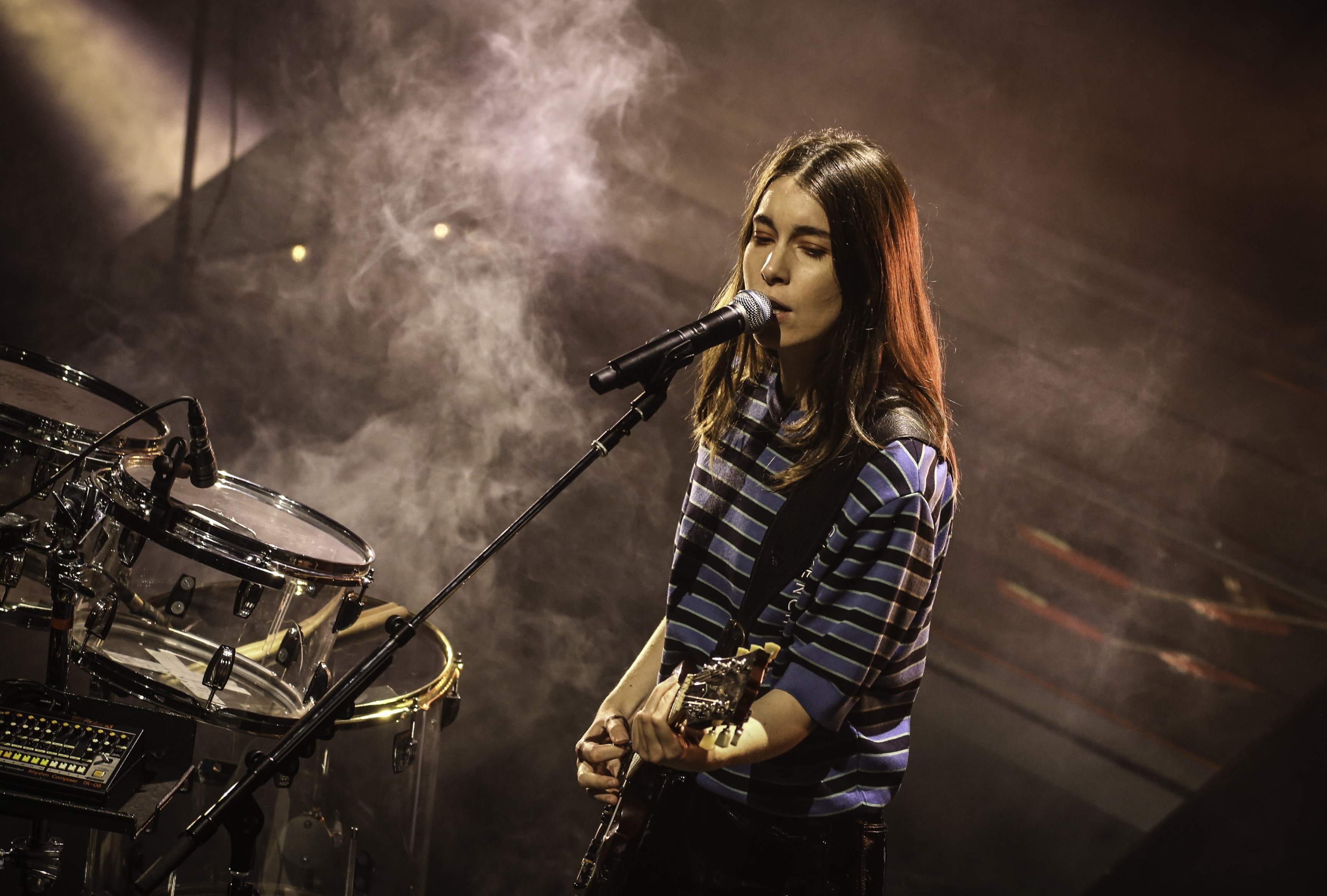
ライブでのダニエル・ハイム（2018年）

2017年7月7日、2作目のアルバム『Something to Tell You』（サムシング・トゥ・テル・ユー）がリリースされる。アルバムに先行して公開された「Right Now」のライブ映像とシングル「Little of Your Love」のミュージックビデオはポール・トーマス・アンダーソンが監督を務めた。他には「Want You Back」が先行シングルとしてリリースされている。アルバムの発表後、ハイムはサタデー・ナイト・ライブに再び出演し楽曲を披露した。
アルバムのツアー「Sister Sister Sister Tour」は2018年6月まで行なわれ、ツアー終了後も時折フェスティバルに出演していた。この年のコーチェラ・フェスティバルではメインステージのサブヘッドライナーを務め、ビヨンセのビーチェラへとバトンを渡した。また、Pitchfork Music Festivalではメインステージのヘッドライナーを務めた。この年のフジロック・フェスティバルではヴァンパイア・ウィークエンドのステージにダニエル・ハイムがスペシャルゲストとして登場し、シン・リジィの「The Boys Are Back in Town」のカヴァーと「Obvious Bicycle」の演奏に加わった。

### 2019年 - 現在: Women in Music, Pt. III

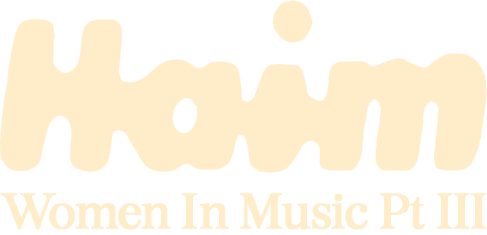
『Women in Music, Pt. III』のロゴ

2019年7月、ハイムのプロデューサーでダニエルのパートナーでもあるアリエル・レヒトシェイドの癌との闘いにインスパイアされた楽曲「Summer Girl」をリリースした。その後、ニューアルバムから先行シングル「Now I'm in It」「Hallelujah」「The Steps」「I Know Alone」「Don't Wanna」を順にリリースしていく。3作目のアルバム『Women in Music Pt. III』（ウーマン・イン・ミュージック・パート・スリー）は当初2020年4月24日にリリースされる予定であったが、新型コロナウイルスの流行により6月26日に延期された。また、先行シングルとしてリリースされていた楽曲のうち「Summer Girl」「Now I'm in It」「Hallelujah」はボーナストラックとして収録された。
アルバムは前作に続きロスタム・バトマングリとアリエル・レヒトシェイドがプロデューサーを務めた。アルバムのタイトル通り、多くの曲が音楽業界でバンドが直面している女性差別をテーマにしており、例えば「Man from the Magazine」はジャーナリストから何気なく聞かれる性差別的な質問を皮肉たっぷりに歌っている。批評家からはキャリア最高の評価を受け、ピッチフォーク、ステレオガム、ザ・ガーディアンなどのメディアは年間ベストアルバムのトップ10に選出している。また、第63回グラミー賞では最優秀アルバム賞、最優秀ロック・パフォーマンス賞にノミネートされた。

## メンバー
- エスティ・ハイム (Este Haim) 1986年3月14日生まれ。ヴォーカル、ベース
- ダニエル・ハイム (Danielle Haim) 1989年2月16日生まれ。リードヴォーカル、リードギター
- アラナ・ハイム (Alana Haim) 1991年12月15日生まれ。ヴォーカル、パーカッション、リズムギター、キーボード

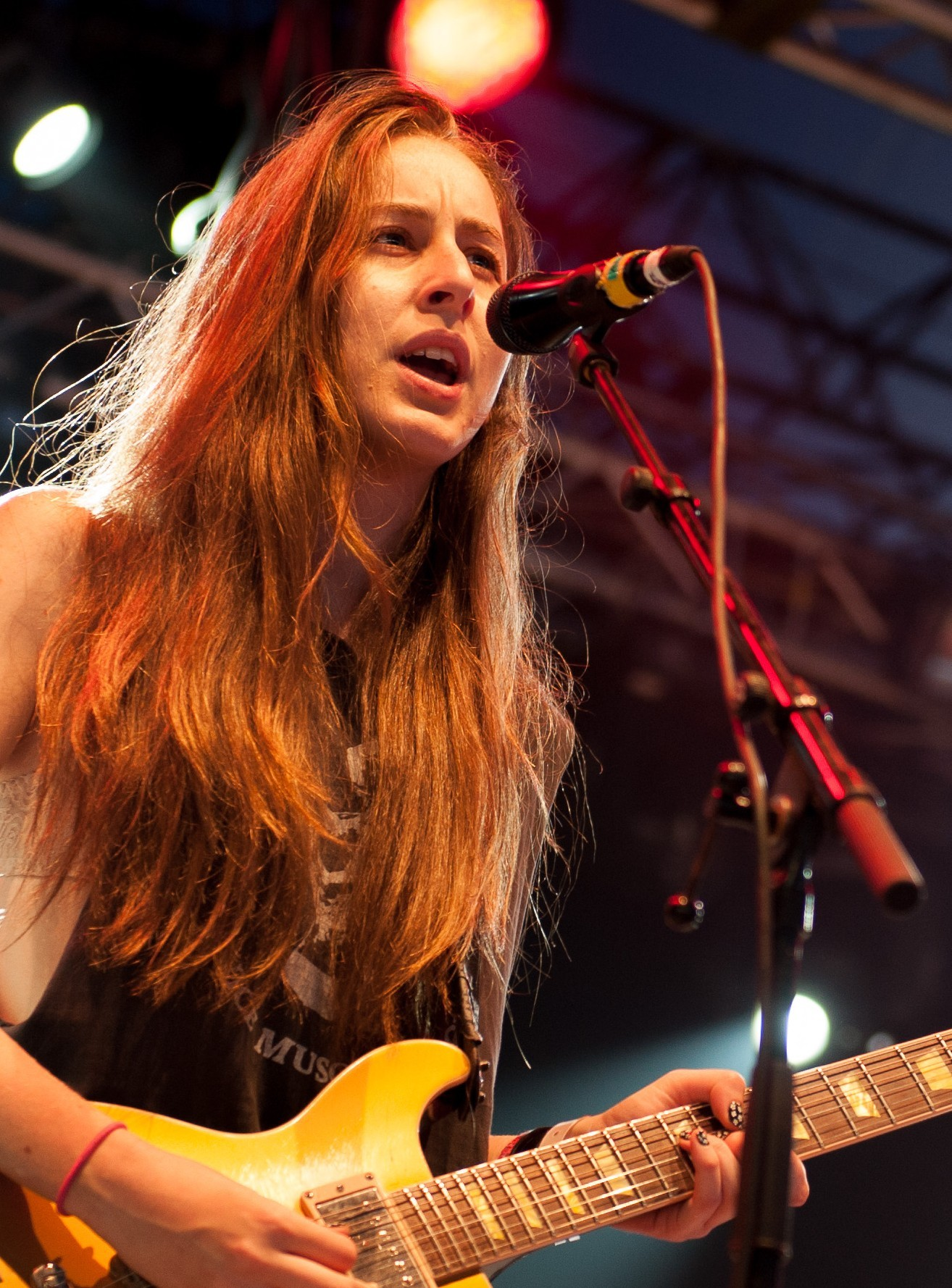
アラナ（ギター、ヴォーカル）
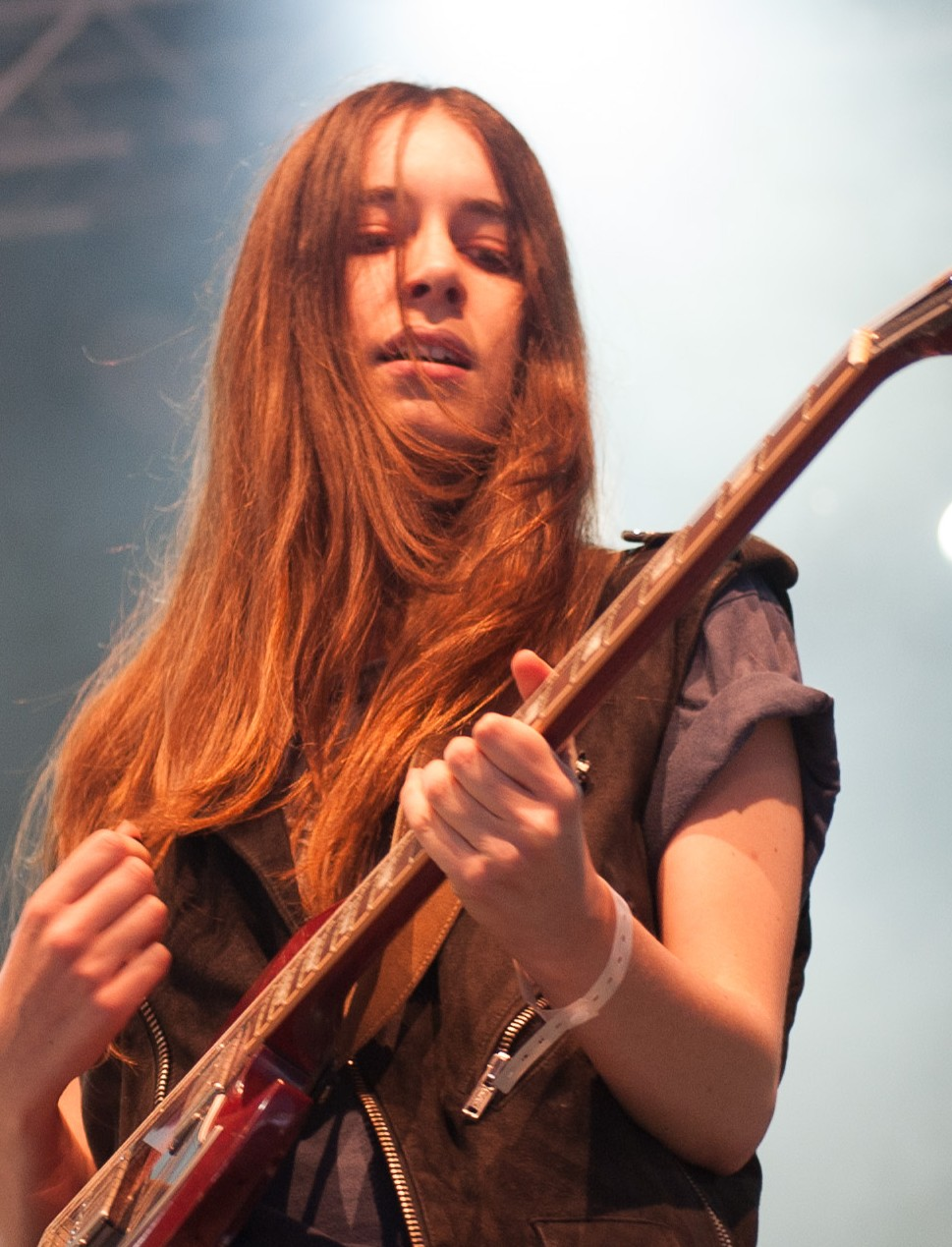
ダニエル（リードヴォーカル、ギター）
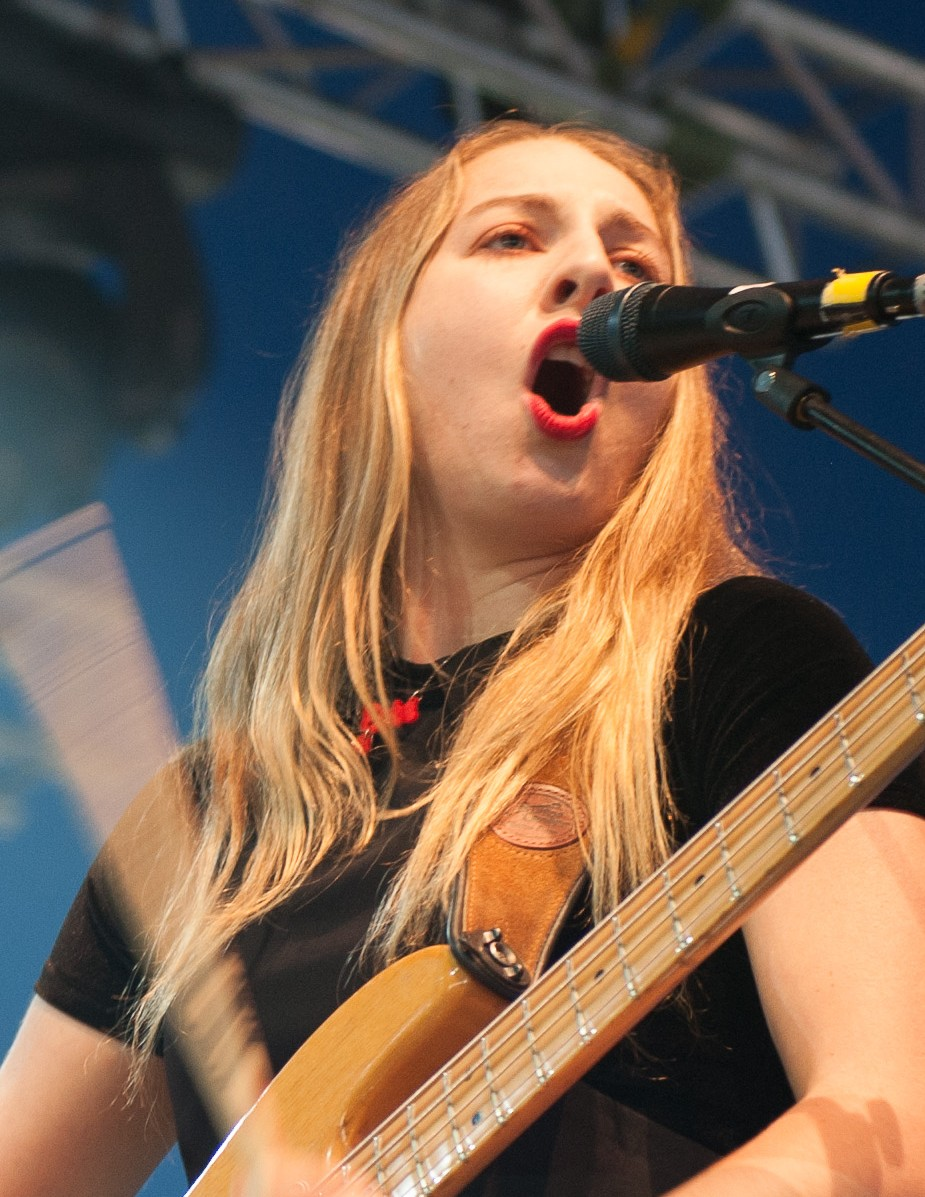
エスティ（ベース、ヴォーカル）

## ディスコグラフィ

### アルバム
| 年                                        | タイトル                                                            | アルバム詳細                                                                          | チャート最高位 | チャート最高位 | チャート最高位 | チャート最高位 | チャート最高位 | チャート最高位 | チャート最高位 | チャート最高位 | チャート最高位 | チャート最高位 | 認定                           |
| 年                                        | タイトル                                                            | アルバム詳細                                                                          | US             | AUS            | BEL            | CAN            | DEN            | GER            | IRE            | NLD            | NZ             | UK             | 認定                           |
| ----------------------------------------- | ------------------------------------------------------------------- | ------------------------------------------------------------------------------------- | -------------- | -------------- | -------------- | -------------- | -------------- | -------------- | -------------- | -------------- | -------------- | -------------- | ------------------------------ |
| 2013                                      | Days Are Gone デイズ・アー・ゴーン                                  | - 全英売上: 30万枚                                                                    | 6              | 2              | 9              | 7              | 18             | 30             | 4              | 32             | 12             | 1              | - AUS: ゴールド - UK: プラチナ |
| 2017                                      | Something to Tell You サムシング・トゥ・テル・ユー                  | - 全米売上: 2.6万枚                                                                   | 7              | 4              | 17             | 11             | —              | 44             | 4              | 46             | 11             | 2              | - UK: シルバー                 |
| 2020                                      | Women in Music Pt. III ウーマン・イン・ミュージック・パート・スリー | - 発売日: 2020年6月26日 - レーベル: Columbia - フォーマット: CD, LP, digital download | 13             | 7              | 20             | 37             | —              | 27             | 5              | 41             | 37             | 1              |                                |
| "—"は未発売またはチャート圏外を意味する。 |                                                                     |                                                                                       |                |                |                |                |                |                |                |                |                |                |                                |

### EP
- Forever（2012年）

## 日本公演
- 2013年
  - 7月28日、新潟 苗場スキー場 - Fuji Rock Festival
- 2014年
  - 1月22日、大阪 心斎橋SOMA
  - 1月23日、東京 渋谷CLUB QUATTRO